# Красовіце
Красовиці (пол. Krasowice) — село в Польщі, у гміні Намислув Намисловського повіту Опольського воєводства.
Населення — 410 осіб (2011).

## Демографія
Демографічна структура станом на 31 березня 2011 року:
|          | Загалом | Допрацездатний вік | Працездатний вік | Постпрацездатний вік |
| -------- | ------- | ------------------ | ---------------- | -------------------- |
| Чоловіки | 203     | 55                 | 133              | 15                   |
| Жінки    | 207     | 47                 | 122              | 38                   |
| Разом    | 410     | 102                | 255              | 53                   |